# Za trochu lásky...
Za trochu lásky … je román o Jaroslavu Vrchlickém jako o básníkovi a muži a o osudech žen, které prošly jeho životem. Autor románu František Kožík věnoval námětu své knihy obzvláštní pozornost.

## Děj
Emil Frida se narodil 17. února 1853 v Lounech. Dětství strávil u strýce faráře v Ovčárech u Kolína. V deseti letech odjíždí s rodiči do Prahy na piaristické gymnázium. Pak se Fridovi přestěhovali do Domažlic, ale Emil gymnázium dokončil až v Klatovech. Jako šestnáctiletý otiskl své básně v katolickém časopisu. Další básně mu otiskli ve Světozoru pod pseudonymem Jaroslav Vrchlický.
První žena se jmenovala Kateřina Martínková a byla sestrou jeho spolužáka. Bylo mu sedmnáct a on se poprvé zamiloval. Po maturitě se Vrchlický vrací do Prahy a s Kateřinou si dopisuje. Nakonec jejich dopisování ustalo.
Další ženou v jeho životě byla Marie Potěšilová, dcera matčiny sestřenice. Bylo to v roce 1874, ale byl to nešťastný rok. Zemřel jeho otec a také jeho nejlepší přítel Vítězslav Hálek. Vrchlický zatoužil odjet do Itálie jako vychovatel. V Itálii je nešťastný, touží zase po domově, ale při životě ho drží láska k Marii, ale i ta pohasla. Marie se provdala za bohatého muže.
Charlotta P. je také vychovatelka. Byla to třicetiletá žena s okouzlující postavou a Vrchlický se zamiloval, ale stesk po domově byl silnější než láska a on odjíždí zpátky do Čech, aby se mohl mimo jiné také setkat se sestrou Karolíny Světlé, s paní Sofií Podlipskou, se kterou si po celou dobu v Itálii dopisoval. Skrz listy dopisů se do této ženy o dvacet let starší zamiloval a ona do něho. Ale Sofie je zralá žena, a tak celou dobu, kdy se s Vrchlickým stýkala, připravovala svatební cestičku pro svou dceru Ludmilu Podlipskou. A opravdu. 4. srpna 1879 se Ludmila a Vrchlický vzali. Miloval Ludmilu celou svou bytostí, psal jí své verše, hodně spolu cestovali. Po pěti letech, v roce 1883, se jim narodila dcera Milada. Ale už v tomto roce začaly drobné nesváry v domácnosti Vrchlických. Po třinácti letech manželství se Vrchlický dovídá, že mu žena byla nevěrná s jeho nejlepším přítelem, hercem Jakubem Seifertem a že dcera Eva a syn Jaroslav nejsou jeho. Vrchlický ale od ženy neodešel.
Tohle nešťastné období je poznamenáno i v jeho tvorbě. Pak ale potkává Karlu Bezdíčkovou, rodinnou přítelkyni, která mu pomáhá s překlady polských básníků. Té také věnoval jednu ze svých nejznámějších básní Za trochu lásky…
Literární svět se změnil. Vrchlický byl velice kritizován svými současníky, kteří nemohli pochopit jeho verše. Nikdo ho nedovedl pochopit tak jako Karla, ale i ona ho opustila. Odjela s manželem na Šumavu.
Vinou blížícího se stáří býval Vrchlický často nemocný. Pookřál teprve tehdy, když navštěvoval Marii Volfovou, ke které utíkal, když u Vrchlických byla dusná atmosféra. Marie ho často nabádala, aby si odpočinul, a on to sliboval, přesto psal dál.
Vrchlický mimo jiné také přednášel. A na jedné takové přednášce potkává mladou překladatelku Justýnu Vondroušovou. Spolu s ní přišel smích a radost. Justýna však v duchu toužila, aby se Vrchlický rozvedl a žil s ní. Teprve teď si Vrchlický uvědomuje, že není možné žít s někým, kdo je o sedmnáct let mladší. Justýna si ale stojí na svém, teprve později se její city utiší.
Jenže stáří se nezadržitelně blížilo. 15. prosince 1908 ho postihla mozková mrtvice. Od té doby se nevzpamatoval. Nemohl číst, nemohl psát. Na podzim roku 1911 se jeho stav nečekaně zlepšil, ale smrt ho zastihla až o rok později 9. září 1912. S Vrchlickým se přišli rozloučit S. K. Neumann, Josef Hora a Viktor Dyk. Básník nové generace František Halas řekl: „…je nejvyšším vrcholem básnické vlny svých let…Je nezměřitelný jedním srdcem a jednou duší…“